# Entoku

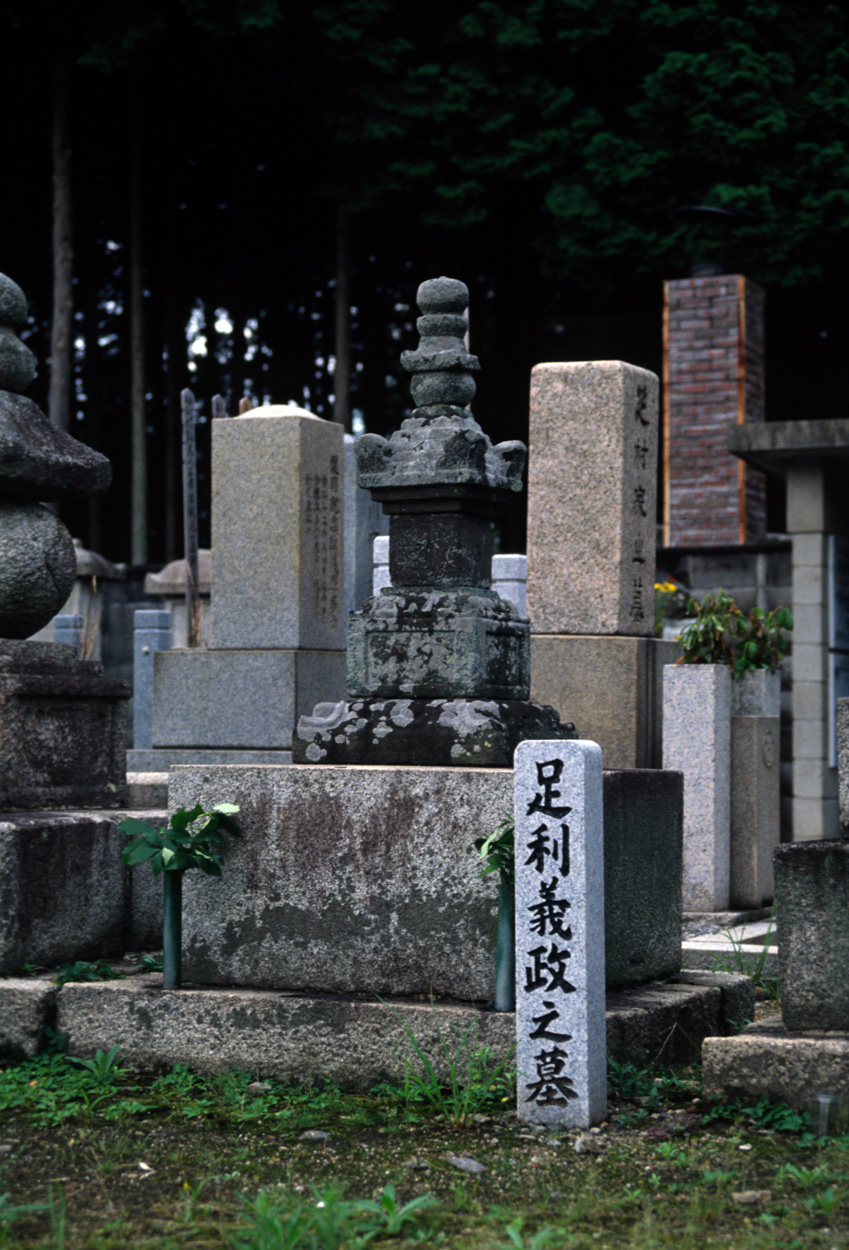
Ashikaga Yoshimasas grav. Den förre shogunen dör år entoku 2.

Entoku (japanska: 延徳?, Entoku), 21 augusti 1489–19 juli 1492 var en kort period i den japanska tideräkningen under kejsare Go-Tsuchimikado. Shogun var Ashikaga Yoshitane.
Perioden inleddes efter en rad järtecken, bland annat krig och sjukdom, och avslutades lika snabbt av snarklika skäl.
Namnet på perioden hämtades från ett Menciuscitat.

## Fotnoter
1. ↑  Uppslagsverket Daijirin (大辞林), elektronisk utgåva, Sanseido 2006. Datum enligt den japanska månkalendern som inte helt överensstämmer med den västerländska.
2. ↑  Citatet på klassisk kinesiska: 開延道徳